# Sónia Ndoniema
Sonia Sebastião Guadalupe Ndoniema, née le 15 septembre 1985, est une joueuse angolaise de basket-ball. 

## Biographie
Avec l'équipe d'Angola de basket-ball féminin, elle remporte le Championnat d'Afrique en 2011 et 2013, la médaille d'argent aux Jeux africains de 2011 et la médaille de bronze au Championnat d'Afrique 2007, au Championnat d'Afrique 2009 et aux Jeux africains de 2015.
Elle remporte la Coupe d’Afrique des clubs champions féminins de basket-ball en 2013, 2014 et 2016 avec l'Inter Luanda et en 2015 et 2017 avec le Primeiro de Agosto.
Elle prend sa retraite en 21018 à l'âge de 32 ans.